# دوان جینگلی
دوان جینگلی (انگلیسی: Duan Jingli؛ زادهٔ ۸ مارس ۱۹۸۹) قایقران روئینگ اهل چین است.